# Geomysaprinus lanei
Geomysaprinus lanei är en skalbaggsart som först beskrevs av Mcgrath och Hatch 1941.  Geomysaprinus lanei ingår i släktet Geomysaprinus och familjen stumpbaggar. Inga underarter finns listade i Catalogue of Life.